# Gornja Težka Voda
Gornja Težka Voda je naselje v Občini Novo mesto.